# 塞贝尔站
塞贝尔站是法国的一个铁路车站，位于法国南部小镇塞贝尔城区内。车站大致呈东北-西南走向，开口朝东南。塞贝尔站是法国地中海沿岸南侧边境车站，与西班牙的波尔沃隔山相望并通过贝利特尔隧道连通。这两个火车站均设有两种轨道：靠近东侧为准轨（1435mm），与法国铁路网连接；靠近西侧为宽轨（1668mm），与西班牙铁路网连接；而两站之间则有两种轨道平行连通。此外，塞贝尔站西侧还设有专用的货场，可用于常规货物运输及汽车托运。

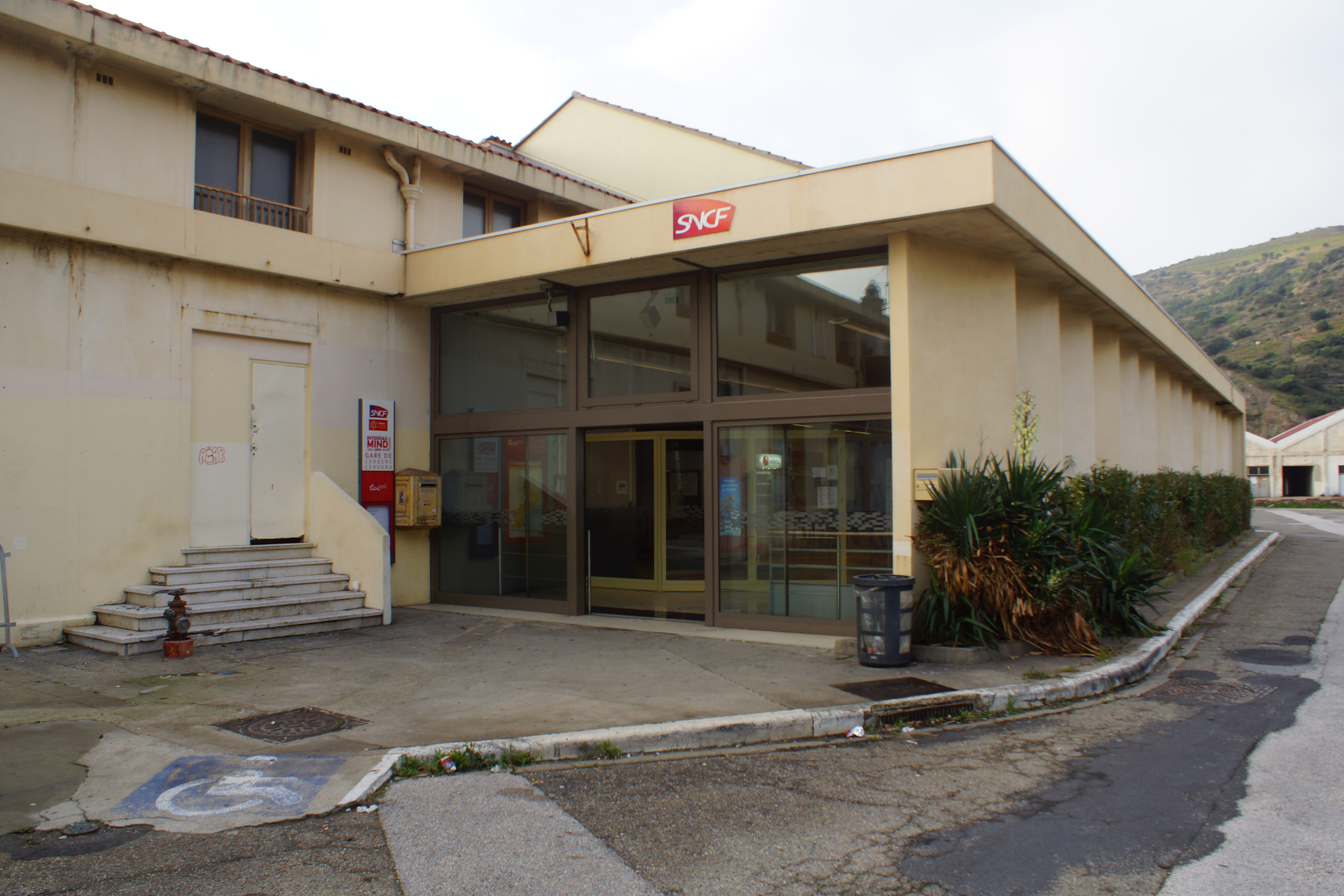
車站入口 (2016年11月)

## 停靠线路

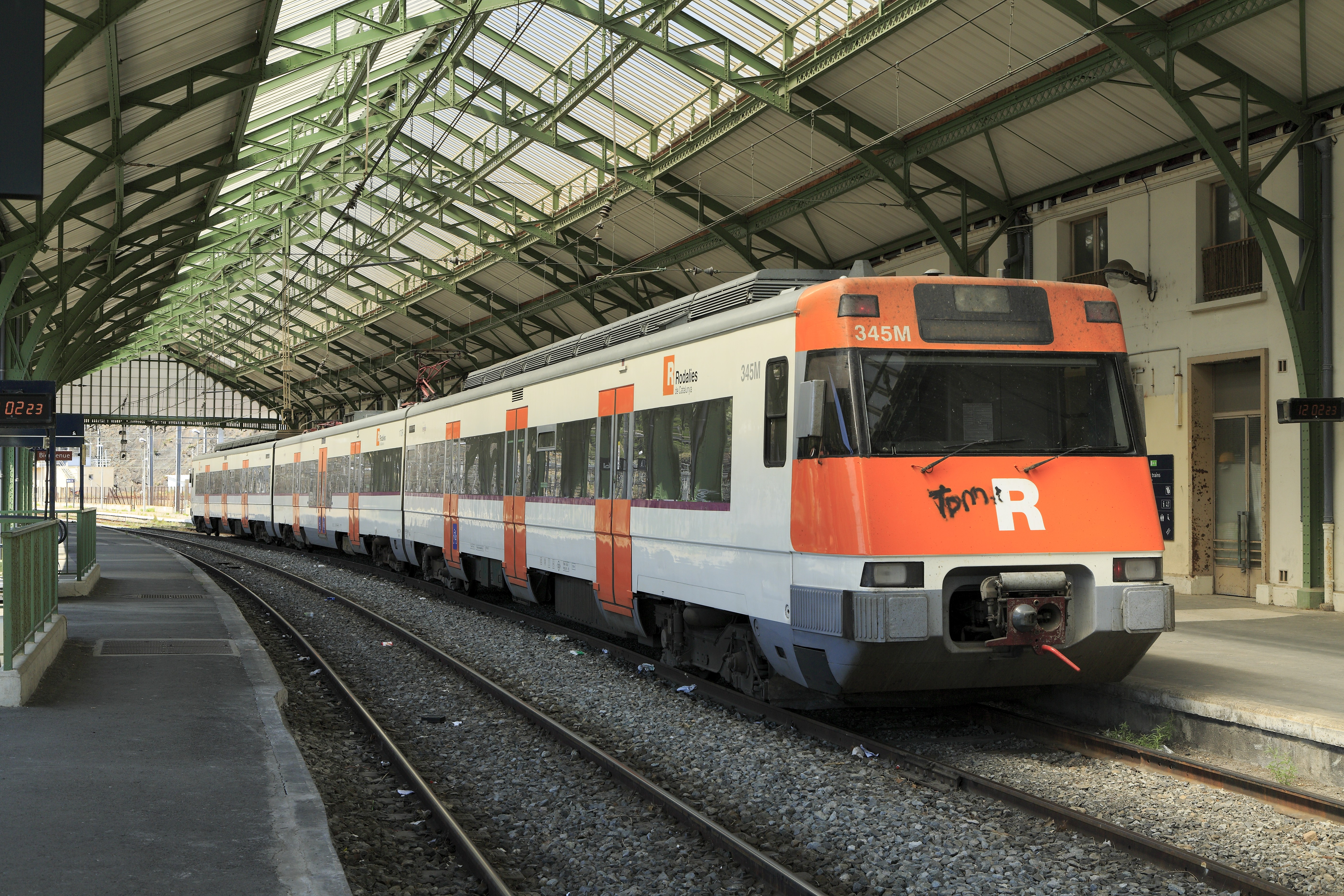
加泰罗尼亚通勤铁路列车停靠

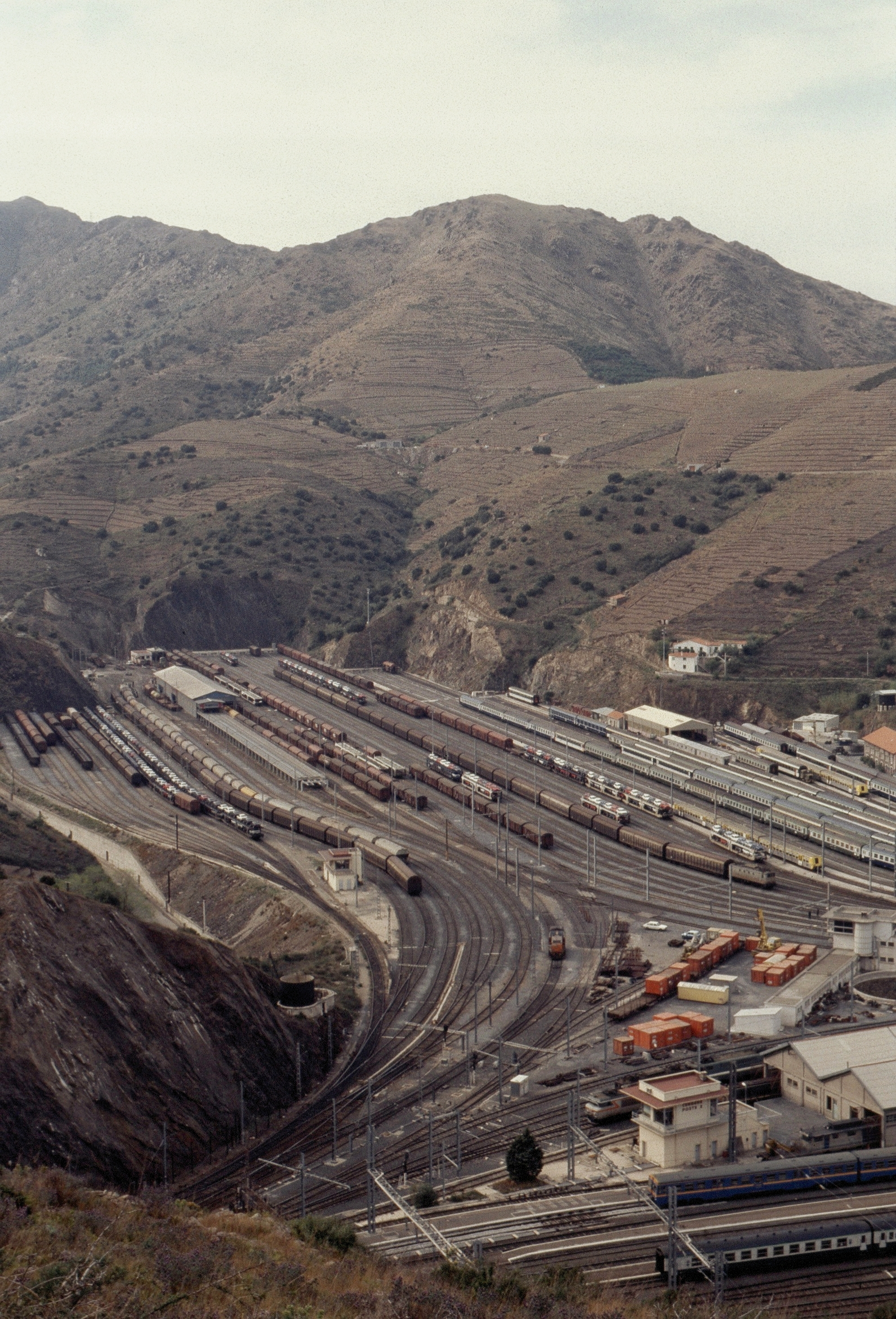
车站货场（1989年）

以下列车线路在塞贝尔站停靠：
| 塞贝尔站列车线路表                             |                        |              |                 |              |
| 线路                                           | 车种                   | 上一站       | 下一站          | 大致运行频率 |
| 巴黎—塞贝尔                                    | 城际夜车               | 滨海巴纽尔斯 | 不適用          | 每天1趟      |
| 阿维尼翁/图卢兹/马赛/尼姆/纳博讷—塞贝尔/波尔沃 | 奧克西塔尼大区公共交通 | 滨海巴纽尔斯 | （终点）/波尔沃 | 每天16趟左右 |
| 加泰罗尼亚通勤铁路                             |                        |              |                 |              |
| 巴塞隆納-波尔沃-塞贝尔                         | 加泰罗尼亚通勤铁路R11  | 波尔沃       | 终点            |              |
| 1.                                             |                        |              |                 |              |

## 配套交通
塞贝尔站对应的大巴车上下车地点位于车站门口，东比利牛斯省城际客运提供前往周边部分市镇的客运线路。
| 停靠塞贝尔的大巴车      |                                  |                                                                        |
| 上下车地点              | 运营单位                         | 主要目的地                                                             |
| 塞贝尔市政厅 （Mairie） | 东比利牛斯省城际客运 Le bus à 1€ | 佩皮尼昂（可联程中转前往省内各地）                                     |
| 塞贝尔站门口            |                                  | （当某条铁路线施工或罢工时，SNCF可能会提供途径该线路沿途站点的大巴车） |
| 1. 2.                   |                                  |                                                                        |

## 临近车站
| 塞贝尔站（Gare de Cerbère）    |                              |               |
| 上行车站                       | 线路                         | 下行车站      |
| 滨海巴纽尔斯站 6.7km←          | 纳博讷－波尔布铁路（准轨）   | 波尔沃 →1.9km |
| 波尔沃 1.9km←                  | 巴塞罗那－塞贝尔铁路（宽轨） | （终点）      |
| - 本表仅显示运营中的线路及车站 |                              |               |